# Альвізе Грітті
Альвізе Грітті (італ. Alvise Gritti, також зустрічаються варіанти імені Луїджі та Лудовіко; 1480, Стамбул, Османська імперія — 29 вересня 1534, Медіаш, Трансильванія) — османський дипломат і політик венеційського походження, незаконнонароджений син дожа Венеції Андреа Грітті; регент Угорщини з 1530 до 1534 рік.

## Біографія
Народився у 1480 році у Стамбулі від грецької невільниці під час перебування його батька у столиці Османської імперії. Ріс також у Стамбулі; освіту здобув у Падуї, Венеція (1496—1507/1508). У 1527 році повернувся до Стамбула, де вперше зустрівся з великим візиром молодого султана Сулеймана Паргали Ібрагімом. Альвізе дуже швидко зблизився з візиром і навіть став його діловим партнером. У Стамбулі Альвізе став знаним під прізвиськом Бейоглу, даним йому за його походження (дослівний переклад «син дворянина»); цю ж назву носив район неподалік площі Таксім, де знаходився палац Грітті.
1527 року Альвізе підтримав Яноша Заполью проти Фердинанда Габсбурга, який бажав отримати угорську корону. Незабаром він став одним із найважливіших союзників Яноша, і служив посередником між угорським королем і султаном. У 1528 році великий візир, за деякими повідомленнями, планував взяти його в майбутній похід на Угорщину, де Грітті отримав би «важливе архієпископство, а також частину австрійського ерцгерцогства до того, як турки взяли б їх». Грітті залишився в Буді як перший радник короля Яноша, а з 1530 до 1534 рік був регентом Угорщини.

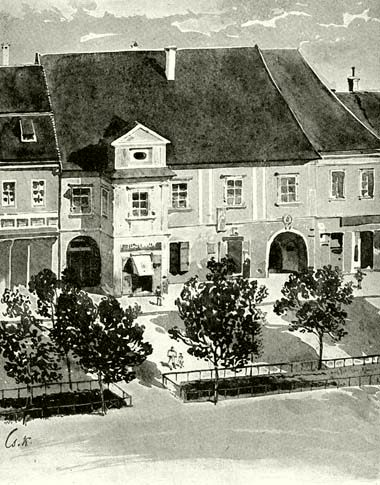
Дім Альвізе Грітті в Медіаші

19 листопада 1533 року губернатор Марано повідомив Карлу Габсбургу, що «чув кілька днів тому про затримання генерал-капітана Хорватії та його переправлення в [місто брата твого] Лайбах від двох шпигунів Грітті». Вони зізналися, що Грітті «від імені турецького імператора (султана) уклав союз із королями Англії та Франції, а також з низкою інших правителів проти Його Імператорської та Королевської Величностей та всього християнського світу. Внаслідок цього французько-турецька армія, чисельністю понад 23 тисячі осіб (з них 1500 одиниць легкої кавалерії), готується до війни. На думку одного зі шпигунів, сам Грітті, а також його спільники намагатимуться проникнути до Хорватії, Славонії й Угорщини, щоб захопити їх. Тим часом герцоги Баварії та Вюртемберга, а також ландграф Гессену створять заворушення в Німеччині та дестабілізують християнський світ, що призведе до великих проблем Його Імператорської Величності».
1534 року Грітті спробував очолити повстання в Трансильванії, але його вбили разом з двома синами при облозі Медіаша.

## У культурі
- У турецькому телесеріалі «Хюррем Султан» роль Альвізе Грітті виконав Яман Тюрджет[12].
- У турецькому телесеріалі «Величне століття. Роксолана» роль Альвізе Грітті виконували Тансель Онгель[13] й Ерман Сабан.